# رجال ونساء وأطفال
رجال ونساء وأطفال (بالإنجليزية: Men, Women & Children)‏ هو فيلم دراما-كوميديا أمريكي 2014 من إخراج جاسون رايتمان الذي كتبه مع إرين كريسيدا ولسون، مستوحى من رواية بنفس الاسم من تأليف تشاد كولتجين. الفيلم يلقي نظرة على الإحباط الجنسي لدى المراهقين الصغار والكبار في عالم اليوم.
بدء التصوير في 16 ديسمبر 2013 في أوستن، تكساس. عرض رجال ونساء وأطفال في قسم العروض الخاصة بمهرجان تورونتو السينمائي الدولي في 6 سبتمبر 2014. الفيلم مقرر أن يصدر في الولايات المتحدة في 17 أكتوبر 2014.

## طاقم التمثيل
- روزماري ديويت بدور رايتشل تروبي
- جينيفر غارنر بدور باتريشيا بلتماير
- جودي جرير بدور جوان كلينت
- دين نوريس بدور كينت موني
- ادم ساندلر بدور دون تروبي
- أنسيل إلغورت بدور تيم موني
- كايتلين ديفير بدور براندي بلتماير

## الاستقبال النقدي
تلقى الفيلم مراجعات متباينة من النقاد عند عرضه في مهرجان تورونتو. حالياً على موقع الطماطم الفاسدة حاصل على تقييم 56% بناءً 16 مراجعة.

## روابط خارجية
- الموقع الرسمي
- رجال ونساء وأطفال على موقع IMDb (الإنجليزية)
- رجال ونساء وأطفال على موقع ميتاكريتيك (الإنجليزية)
- رجال ونساء وأطفال على موقع الموسوعة البريطانية (الإنجليزية)
- رجال ونساء وأطفال على موقع روتن توميتوز (الإنجليزية)
- رجال ونساء وأطفال على موقع قاعدة بيانات الأفلام العربية
- رجال ونساء وأطفال على موقع ألو سيني (الفرنسية)
- رجال ونساء وأطفال على موقع أول موفي (الإنجليزية)
- رجال ونساء وأطفال على موقع بوكس أوفيس موجو (الإنجليزية)
- رجال ونساء وأطفال على موقع فيلمافينيتي (الإسبانية)
- رجال ونساء وأطفال على موقع قاعدة بيانات الفيلم (الإنجليزية)